# Међународни центар за несталу и експлоатисану децу
Међународни центар за несталу и експлоатисану децу (скраћено ICMEC од енгл. International Centre for Missing & Exploited Children), са сједиштем у Александрији, Вирџинија, САД, са регионалним присуством у Уједињеном Краљевству, Европи, Турској, Африци, Канади, Латинској Америци, Карибима, југоисточној Азији, Индији], Јапану, Јужној Кореја, Тајван и Аустралазија је приватна 501(ц)(3) невладина, непрофитна глобална организација. Бори се против сексуалне експлоатације дјеце, дечје порнографије, трговине децом и отмице дјеце.
Формирана 1998. године, ICMEC је на челу глобалне мреже нестале дјеце од 29 земаља. Организација је обучила особље за спровођење закона из 121 земље, ради са спровођењем закона у више од 100 земаља и сарађивала је са законодавцима у 100 земаља на усвајању нових закона против материјала о сексуалном злостављању дјеце. ICMEC такође подстиче стварање националних оперативних центара изграђених на моделу јавно-приватног партнерства и води глобалне финансијске и индустријске коалиције за искорјењивање сексуалне експлоатације дјеце и дјечје порнографије.
Институт породице Кунс за међународно право и политику је истраживачки огранак Међународног центра. У августу 2008. године, ICMEC је добио "Специјални консултативни статус" од стране Економског и социјалног савета Уједињених нација (ЕКОСОЦ), како би помогао УН-у са својом стручношћу у вези са сексуалном експлоатацијом дјеце и отмицом дјеце. ICMEC такође сарађује са међувладином организацијом ИНТЕРПОЛ, интерконтиненталном организацијом Организацијом америчких држава (ОАД) и Хашком конференцијом о међународном приватном праву.

## Историјат
У 1998. години, Управни одбор Националног центра за несталу и експлоатисану дјецу Сједињених Америчких Држава (НЦМЕЦ) одобрио је стварање Међународног центра; Њих двоје сада дјелују као сестринске организације. ICMEC се бори против сексуалне експлоатације дјеце, дечје порнографије и отмице дјеце.
ICMEC је одржао свој први састанак Управног одбора у мају 1998. године. Званично је покренут у априлу 1999. године у британској амбасади у Вашингтону, од стране Хилари Клинтон, тадашње прве даме Сједињених Америчких Држава, и Чери Блер, супруге тадашњег британског премијера Тонија Блера.
Ерни Ален је био председник и извршни директор НЦМЕЦ-а и ICMEC-а 15 година. Ален се повукао из НЦМЕЦ-а 2012. године, а 2014. године најавио је и повлачење из ICMEC-а. У 2014. години, амбасадорка Маура Харти именована је за председника и извршног директора ИЦМЕЦ-а. Роберт Канингемименован је за председника и извршног директора 2019. године.

## Управни одбор
Управни одбор ICMEC-а укључује: Франц Хумер, Мод де Бор-Букуичио, Денис ДеКончини, Даниел Х. Коен, Виктор Халберштадт, Џеф Кунс, Осаму Нагаиама, Рејмонд Ф. Шинази, Пати Ветерлинг (у љубичастој боји). 

## Институт породице Кунс за међународно право и политику
Године 2007. амерички уметник Џеф Кунс, заједно са својом супругом Џастин, основао је Институт породице Кунс за међународно право и политику. То је истраживачка рука Међународног центра.
Као што је истакнуто у чланцима током година, укључујући чланак на Wall Street Journal под насловом „Удруживање ресурса за борбу против злостављања и отмице дјеце“, питање отмице дјеце је лично за Кунса. Након окончања брака са италијанском порно глумицом мађарског поријекла Илоном Шталер 1994. године, пошто је она жељела да настави да игра као порно глумица, а Кунс је желио да буду моногамни, Шталер је, кршећи налог америчког суда, одвела тада двогодишњег сина Лудвига у Италију. Након што је Кунс потрошио милионе долара у правним таксама током петогодишњег периода тражећи родитељска права на свог малог сина, италијански Врховни суд није признао споразум о заједничком старатељству парова са сједиштем у САД и умјесто тога стао је на страну Шталерове.
Овај губитак за Кунса довео га је до оснивања Института и посветио преко 4,3 милиона долара раду Међународног центра. Поред тога, Кунсово партнерство 2010. године са Килом (енгл. Kiehl's) на дизајнирању умјетничког дјела за ограничену серију хидратантних крема прикупило је 200.000 долара за Кунсов Институт.
Међународни центар је 2006. године објавио извјештај о налазима о присутности закона о дјечјој порнографији у тадашње 184 земље чланице ИНТЕРПОЛ-а. Касније је ажурирала ове информације, у наредним издањима, како би укључила 196 земаља чланица УН.] Извјештај под насловом „Дјечија порнографија: Модел законодавства и глобални преглед“, оцјењује да ли национално законодавство:
(1) постоји у вези са дјечјом порнографијом; (2) даје дефиницију дјечје порнографије; (3) изричито инкриминише кривична дјела учињена компјутером; (4) криминализује свјесно посједовање дјечје порнографије, без обзира на намјеру да се дистрибуира; и (5) захтјева од добављача интернет услуга да пријаве сумњиву дјечју порнографију органима за спровођење закона или некој другој овлашћеној агенцији.
ICMEC је навео да је у свом првобитном извјештају утврдио да само 27 земаља има законе који су потребни за рјешавање кривичних дјела дјечије порнографије, док 95 земаља није имало законе који би се посебно бавили дјечјом порнографијом, што чини дјечју порнографију глобалним проблемом погоршаним неадекватношћу домаћег законодавства. Извјештај 7. издања открио је да још увијек само 69 земаља има законе потребне за рјешавање кривичних дјела дјечје порнографије, док 53 нису имале законе који би се конкретно бавили овим проблемом. Током седам година истраживања у периоду од 2006. до 2012. године, ICMEC и Институт извјештавају да су радили са 100 земаља које су ревидовале или увеле нове законе о дјечијој порнографији.
У јуну 2009. године, Институт породице Кунс удружио се са Пројектом заштите на Универзитету Џонс Хопкинс, Школа за напредне међународне студије Паул Х. Ниче, креирајући пројекат заштите дјеце, да би израдио модел закона који се фокусира на питања заштите дјеце; посебно: „занемаривање, злостављање, малтретирање и експлоатација“. Примарни циљеви Пројекта заштите дјеце су: „истраживање постојећих закона о заштити дјеце у 193 државе чланице Уједињених нација (УН); сазивање низа састанака регионалних стручних радних група како би се успоставила заједничка дефиниција 'дјечије заштите;' креирати базу података националног законодавства и судске праксе о питањима заштите дјеце из цијелог свијета и израдити, објавити и глобално дистрибуирати модел закона о заштити дјеце.“
Процес израде обухватао је шест састанака експертских група, одржаних у Сингапуру, Египту, Костарики, Шпанији, Турској и САД. Коначна верзија Модела закона о заштити дјеце објављена је у јануару 2013. године. Представљена је члановима Комитета УН за права дјетета током његовог 62. засједања у Женеви, у Швајцарској, јануара 2013. године. Такође је представљен пред 129. Скупштином Интерпарламентарне уније (ИПУ) у Женеви у октобру 2013. године. Пратећи Модел закона о заштити дјеце, ICMEC и Пројекат заштите су 2013. године објавили пратећи водич „100 најбољих пракси у заштити дјеце“.
У марту 2013. године ICMEC је постао члан Глобалног форума Свјетске банке о праву, правди и развоју. Институт породице Кунс ради са Глобалним форумом на изради „Desk Reviews“ националног законодавства и политичких одговора у Латинској Америци и Азији, са фокусом на заштити дјеце од насиља и злостављања, посебно од дјечје порнографије, предатора, малтретирања и секстинга коришћењем интернета и других технологија.

## Глобална мрежа за несталу дјецу
Покренута 1998. године као заједничко улагање НЦМЕЦ-а и ИЦМЕЦ-а, Глобална мрежа за несталу дјеце (скраћено GMCN од назива на енглеском језику Global Missing Children's Network) је мрежа земаља које се повезују, дијеле најбоље праксе и шире информације и слике нестале дјеце како би се побољшала ефикасност истрага нестале дјеце. Мрежа има 31 земљу чланицу: Албанија, Аргентина, Аустралија, Белгија, Бразил, Канада, Чиле, Костарика, Еквадор, Француска, Немачка, Грчка, Гватемала, Ирска, Италија, Јамајка, Литванија, Мексико, Холандија, Нови Зеланд, Пољска, Португал, Русија, Србија, Јужна Кореја, Шпанија, Швајцарска, Тајван, Уједињено Краљевство и Сједињене Државе.
Свака земља може да приступи прилагодљивој веб платформи и може да унесе информације о несталој дјеци у централизовану, вишејезичну базу података која садржи фотографије и информације о несталој дјеци, које се могу прегледати и дистрибуирати како би се помогло у проналажењу локације и опоравку. Особље GMCN-а обучава нове земље које се придружују Мрежи и обезбјеђују годишњу конференцију за чланове коју спонзорише Motorola Solutions Foundation на којој се расправља о најбољим праксама, актуелним питањима, трендовима, политикама, процедурама и могућим рјешењима.
Родитељи Мадлен МакКан, четворогодишње девојчице која је нестала из свог кревета у хотелу у Португалу 2007. године, обратили су се ICMEC-у да им помогну да објаве њен случај. ICMEC-ов ЈуТубе канал, „Don'tYouForgetAboutMe“, који омогућава људима да постављају видео снимке, слике и информације о њиховој несталој деци, покренут је те године као део ових напора, и од новембра 2014. имао је 2.200 чланова. ICMEC прегледа објаве како би се уверио да је неко дјете у објављеном видео снимку нестало, да су власти свјесне да је дјете нестало и да слике нису неприкладне.

## Обука за спровођење закона
ICMEC-ов рад на заштити дјеце укључује обуку службеника за спровођење закона.  Од 2003. године, заједно са Интерполом и Мајкрософтом, који је допринео 1,5 милиона долара глобалном програму обуке за спровођење закона, ICMEC је обучио службенике у методама истраживања случајева сексуалног злостављања и експлоатације дјеце. Од септембра 2012. године, ICMEC је спровео више од 50 таквих тренинга за спровођење закона, од више од 5.000 службеника за спровођење закона из више од 120 земаља.

## The Hague, Уједињене Нације, Интерпол иOAS
ICMEC је 2003. године потписао Меморандум о разумјевању са Хашком конференцијом о међународном приватном праву, чији је циљ прикупљање новца за пројекте који интересују обе организације.
У августу 2008. године, ICMEC је добио „Специјални консултативни статус“ од стране Економског и социјалног савета Уједињених нација (ЕКОСОЦ), како би помогао УН са својом експертизом у вези са сексуалном експлоатацијом деце и отмицама дјеце. ICMEC такође сарађује са међувладином организацијом ИНТЕРПОЛ, међуконтиненталном организацијом Организацијом америчких држава (ОАС), Хашком конференцијом о међународном приватном праву и органима за спровођење закона и изабраним званичницима у бројним земљама.

## Финансијска коалиција против дјечје порнографије
Године 2006. ICMEC, NCMEC и бројне банке, компаније за кредитне картице и мреже за електронско плаћање и плаћање трећих страна створиле су Финансијску коалицију против дечје порнографије (енгл. Financial Coalition Against Child Pornography, скраћено FCACP). Финансијска коалиција се састоји од 34 банке, платне компаније и компаније за интернет услуге. Финансијска коалиција, чији чланови чине 90% америчке индустрије плаћања, има за циљ да елиминише могућност продаваца и купаца да купују дечју порнографију, затварањем рачуна за плаћање које користе за куповину и продају илегалне дечје порнографије.
FCACP је 2007. године развио и објавио водич за најбоље праксе за финансијске институције, под називом „Најбоље праксе прибављања и праћења интернетских трговаца за превенцију и откривање комерцијалне дјечје порнографије“. Водич је дистрибуиран банкама у Сједињеним Америчким Државама од стране америчког контролора валуте и Федералне корпорације за осигурање депозита. Године 2008. Коалиција је објавила други рад под насловом „Трендови у миграцији, хостингу и плаћању комерцијалних веб сајтова са дјечјом порнографијом“.
Овај напор са сједиштем у Сједињеним Америчким Ддржавама проширио се регионално стварањем Азијско-пацифичке финансијске коалиције у августу 2009. Првобитни циљ коалиције је био да учини људе и компаније свјеснима питања сексуалног злостављања дјеце на мрежи и начина на који се његова продаја и дистрибуција одвија широм свијета путем платне и технолошке платформе. 2013. године, Asia Pacific FCACP/ICMEC објавио је „Суочавање са новим изазовима у борби против дечје порнографије: најбоље праксе за помоћ компанијама за хостовање и дељење датотека у борби против дистрибуције садржаја сексуалног искориштавања дјеце“.

## ПројектVIC
ICMEC управља и подржава пројекат VIC. То је иницијатива за дјељење хешова слика и видео снимака која поједностављује истражне токове и сужава фокус истрага органа за спровођење закона филтрирањем материјала који истражитељи пронађу на рачунарима преступника. Користећи робусне хеш скупове, Пројекат VIC технологија омогућава органима за спровођење закона да утврде које су слике које су преузете већ идентификоване и дио су базе података пројекта са милионима дигиталних хешова дјечије порнографије, омогућавајући детективима да се усредсреде на оне који су нова дјеца која чекају да буду лоцирани и пронађени.
Иницијатива користи дониране технологије, као што је Мајкрософтов PhotoDNA, који ствара „отисак прста“ који се може користити за јединствену идентификацију појединачне фотографије. Технологија такође помаже добављачима онлајн услуга, помажући им да открију слике сексуалног злостављања дјеце које се дјеле на њиховим сајтовима и блокира њихово даље ширење.
Поред тога, у априлу 2014. године британска компанија Friend MTS Ltd. донирала је своју технологију видео отисака прстију (познату као F1) ICMEC-у како би помогла у повећању ефикасности истрага о дечјој порнографији и зауставила даље дјељење сличних фајлова преко интернета. ICMEC дистрибуира технологију агенцијама за спровођење закона, добављачима софтвера и онлајн провајдерима услуга како би спречио ширење таквог материјала.
Истовремено, Пројекат VIC, заједно са Министарством за унутрашњу безбједност САД, је у процесу састављања архиве засноване на облаку како би консолидовао и похранио огромну количину података у вези са овим случајевима и идентификовао нови материјал чим се подијели или пребаци.

## Глобална здравствена коалиција
Године 2012. ICMEC је створио Глобалну здравствену коалицију, састављену од стручњака и лидера из здравственог сектора, како би се бавио сексуалним злостављањем и експлоатацијом дјеце као глобалном „кризом јавног здравља“. ICMECје цитирао студије клинике Мајо и других у којима се закључује да историја злостављања и експлоатације у дјетињству доводи до бројних здравствених поремећаја у одраслом добу. ICMEC настоји да подстакне здравствени сектор да укључи сексуално злостављање дјеце у наставне планове и програме медицинских факултета, повећа правовремено препознавање жртава кроз медицинску обуку и едукацију и спроведе епидемиолошке студије како би се побољшале здравствене услуге за жртве. Чланови коалиције су Roche, Merck, GlaxoSmithKline, Harvard Medical School, Америчка академија за педијатрију и Центри за контролу и превенцију болести (енгл. Centers for Disease Control and Prevention, скраћено CDC).

## Радна група за дигиталну економију
ICMEC и корпорација Thomson Reuters су 2013. године били домаћини конференције стручњака и лидера како би испитали предности и ризике електронске привреде у развоју. Чланови конференције били су представници владе, академске заједнице, цивилног друштва и онлајн услуга/веб компанија. Конференција је довела до покретања Радне групе за електронску привреду у августу 2013. године. Радна група процјењује користи и ризике привреде која има потенцијал да буде 100% анонимна.
У марту 2014. године Радна група за дигиталну економију објавила је свој први извјештај „Електронска привреда: потенцијал, опасности и обећања“, који се састоји од низа препорука за креаторе политике, финансијске институције и органе за спровођење закона. Извјештај препознаје могућности које нуди електронска привреда, али такође истиче потенцијал за њену злоупотребу и погрешну употребу, укључујући њену улогу у омогућавању криминалних активности, укључујући сексуалну експлоатацију дјеце. Препоруке су укључивале наставак истраживања у приватном и јавном сектору о овом питању, улагање у обуку органа за спровођење закона о томе како функционише електронска привреда и промовисање глобалне међусекторске дискусије која може довести до јасне политике по том питању.

## Регионалне активности
ICMEC има регионалне канцеларије у Бразилу, Сингапуру и Аустралији и послује на шест континената. Центар подстиче стварање националних оперативних центара изграђених по моделу јавно-приватног партнерства.
Канцеларија ICMEC за Латинску Америку и Карибе ради на томе да помогне законодавцима појединих земаља, владиним агенцијама и регионалним тјелима у изради јединственог законодавства и обуци службеника о томе како да реагују на случајеве трговине дјецом, дјечје порнографије, отмице и предатора на мрежи. Канцеларија ICMEC за Азију и Пацифик његује партнерства у борби против сексуалног искоришћавања и злостављања дјеце. Њен примарни фокус је био борба против сексуалног злостављања и експлоатације дјеце на мрежи, ширењем Финансијске коалиције против дјечје порнографије.